# 일부김항선생묘소와 영승재
일부김항선생묘소와 영승재은 대한민국 충청남도 논산시 양촌면에 있는 문화재이다. 1996년 12월 30일 논산시의 향토문화유산 제20호로 지정되었다.

## 개요
김항(金恒, 1826 - 1898)은 조선후기 정역(正易)의 대가이다. 호는 일부(一夫), 자는 도심(道心)이며, 지금의 남산리 담곡에서 태어났다